# 水酸化アルミニウム(I)
水酸化アルミニウム(I)（英語: aluminium(I) hydroxide）は、化学式が AlOH で表される無機化合物である。酸化数が+1のアルミニウムと水酸化物からなる。酸素が豊富な赤色超巨星のエンベロープの分子物質として検出されており、金属や水酸化物を含む物質は稀であると考えられている。

## 合成
実験室では、アルミニウムを加熱して低圧の過酸化水素蒸気中で蒸発させることで、AlOHを作ることができる。または、アルミニウム蒸気、水素および酸素の混合物をアルゴン中で凝縮させ10 Kで固体にすると、AlOHとともにAl(OH)2、Al(OH)3、HAl(OH)2、cyc-AlO2およびAlOAl分子も形成する。

## 性質
Al-Oの結合長は1.682 Å、O-Hは0.878 Åである。回転定数は、B0=15,740.2476 MHz、D0=0.02481 MHzである。